# 卞耀武
卞耀武（1936年4月—2018年4月13日），男，江苏盐城人，中华人民共和国政治人物，曾任中共青海省委常委、青海省人民政府副省长，国家工商行政管理局副局长、党组副书记，全国人大常委会法制工作委员会副主任，中共十四大代表，第九、十届全国政协委员。